# Nigel Godrich
Nigel Timothy Godrich (Westminster, 28 de febrero de 1971) es un productor e ingeniero de sonido. Es más conocido por su trabajo con la banda inglesa de rock alternativo Radiohead. También ha trabajado como ingeniero, productor o mezclador con Paul McCartney, Roger Waters, Travis, Red Hot Chili Peppers, Beck, Pavement, Air, Neil Finn, Natalie Imbruglia, Silver Sun, The Sundays, The Divine Comedy, U2, The Beta Band y R.E.M. Las producciones de Godrich son generalmente conocidas por su sonido por capas, que a menudo incluye transiciones experimentales con zumbidos entre pista y pista.

## Trabajo
Nigel Godrich a veces es informalmente considerado el "sexto miembro" de Radiohead debido a su colaboración de tanto tiempo con la banda de Oxford. Se ha ganado el respeto por ayudar a definir el sonido único de Radiohead que los destaca como una de las bandas más aclamadas del mundo. Sus primeras contribuciones fueron en ciertas canciones del EP My Iron Lung de 1994, tales como "The Trickster" y "Permanent Daylight". Continuó siendo ingeniero en la segunda grabación de Radiohead The Bends (1995), coprodujo "Black Star" del mismo álbum y produjo "Talk Show Host" (lado b de "Street Spirit" y uno de los favoritos de los fanes) después de que la banda se dio cuenta de que se llevaban bien con él.
El primer álbum de Radiohead producido completamente por Godrich fue OK Computer (1997), el cual le dio fama absoluta, y desde entonces ha producido casi todos los álbumes de la banda, incluyendo Kid A (2000), Amnesiac (2001), Hail to the Thief (2003), In Rainbows (2007), The King of Limbs (2011) y A Moon Shaped Pool (2016). Además, se le atribuye la producción del álbum solista de Thom Yorke The Eraser (2006) y el álbum debut de Atoms for Peace, la banda junto a Thom Yorke, Amok (2013).[cita requerida]
Luego del éxito de OK Computer, Godrich produjo varias canciones del disco Up (1998) de R.E.M. y el hit de Natalie Imbruglia "Left of the Middle". También produjo el último álbum de Pavement, Terror Twilight (1999).
Godrich ha colaborado en varias ocasiones con el cantautor estadounidense Beck, en el aclamado álbum Mutations (1998), Sea Change (2002) y The Information (2006). Estos álbumes se caracterizan por su sonido folk y pop atmosférico, en contraste con las influencias de Beck que se asemejan más al hip-hop. También ha trabajado tres veces con Travis, produciendo The Man Who (1999), al que le siguió The Invisible Band (2001) y The Boy with No Name (2007).
En el año 2001, produjo un remix para la canción "Walk On" de U2. Colaboró con Air mezclando y agregando producción adicional a dos de sus álbumes Talkie Walkie (2004) y Pocket Symphony (2007).
En el 2004 Godrich produjo el sencillo con fines benéficos de la Band Aid 20, incluyendo contribuciones de Danny Goffey de Supergrass, Paul McCartney, los miembros de Radiohead Thom Yorke y Jonny Greenwood, Noel Gallagher de Oasis, Chris Martin de Coldplay, Bono de U2, Sugababes, entre otros.
Godrich recibió sus mejores críticas en el 2005 por su trabajo en el disco de Paul McCartney Chaos and Creation in the Backyard, un trabajo que consiguió luego de ser recomendado por el legendario productor de los Beatles George Martin. Godrich dejó la gira de McCartney en las sesiones del primer día, y le solicitó a la estrella que desechara las canciones que Godrich consideraba clichés, muy nostálgicas o incoherentes. Chaos and Creation in the Backyard recibió las mejores críticas para McCartney en varios años, incluso la revista Time lo consideró como su primer álbum que valía la pena desde los de The Beatles. El álbum fue nominado a varios Grammys, incluyendo "Álbum del Año", y Godrich fue nominado a la categoría "Productor del Año".
Godrich había sido nominado varias veces antes, por el Grammy al "Productor del Año no clásico". Junto a Darrel Thorp, ganó en la categoría "Mejor álbum producido" por el disco de Radiohead Hail to the Thief del 2004.
En 2015 coproduce la banda sonora del DVD The Wall de Roger Waters.